# Учинское водохранилище
Учи́нское водохрани́лище (также Акуловское водохранилище) — крупнейшее водохранилище системы канала имени Москвы. Расположено в Московской области, в Мытищинском и Пушкинском районах.
Водохранилище образовано в 1937 году посредством строительства Акуловского гидроузла на реке Уче, также ограничено Пестовской и Пяловской плотинами.
Полезный объём — 50 млн м³, полный — 146 млн м³, площадь — 19,3 км².
Ширина — до 3 км, длина — около 12 км, глубина — до 21,5 м (средняя — 7,5 м). Регулирование стока сезонное, колебания уровня до 2 метров.
Замерзает в конце ноября, вскрывается в середине апреля.

## Значение
Находится в стороне от основной судоходной трассы, пропуск судов не осуществляется.
Используется для водоснабжения Москвы, для предварительной очистки воды от органических загрязнений и взвешенных веществ. Отсюда вода перекачивается по водопроводному каналу на Восточную водопроводную станцию и на Северную станцию водоподготовки.
Учинское водохранилище — строгая зона 1 пояса санитарной охраны. В отличие от остальных водохранилищ в системе канала имени Москвы, на его берегах нет турбаз и домов отдыха, не осуществляется судоходство. Официально водохранилище является запретной зоной,  водохранилище (берега и водное пространство) патрулируется круглосуточной вооружённой охраной (полицией), что связано с необходимостью обеспечения качества воды, подающейся в систему водоснабжения Москвы. В водохранилище запрещено купаться и ловить рыбу, а также любые другие виды водопользования, нарушающие качество воды.
Запас воды используется для попутной выработки электроэнергии на Листвянской и Акуловской ГЭС, а также для регулирования уровня и загрязнённости рек Учи и Клязьмы.